# 驅除罪惡的正義與復仇之神
驅除罪惡的正義與復仇之神（法語：La Justice et la Vengeance Poursuivant le Crime）是法國畫家皮埃爾·保羅·普呂東（Pierre-Paul Prud'hon）的作品，網路翻譯多為《「正義」與神聖的「復仇」追逐「罪惡」》此作品是塞納河省長尼古拉斯·弗羅科特（Nicolas Frochot）委託作者為巴黎高等法院刑事法庭所畫，繪畫完成後在同年展出於官方沙龍展上，其後即懸掛在高等法院刑事法庭大廳，保留到拿破崙帝國滅亡之後才被換下。畫作完成於1808年，尺寸長244公分，寬294公分，材質為油彩畫布，目前被收藏在位於法國巴黎的羅浮宮（Musée du Louvre）中。

## 時代背景
皮埃爾·保羅·普呂東因為這幅作品奠定了其歷史畫畫家的地位，並且得到了拿破崙的嘉獎。而繪畫這幅作品時正處於拿破崙帝國時期，這時的法國學院藝術風潮依然由新古典主義主導，在他的繪畫生涯中，他與賈克-路易·大衛（Jacques-Louis David）都是約瑟夫-瑪麗·維恩（Joseph-Marie Vien）的弟子。
在作畫前期受到了維恩之影響，並且在大衛與潮流的推動下，其作品一開始充滿了濃厚的新古典主義意味，也創作了不少新古典主義之巨作如約瑟菲奴皇后像（Portrait of the Empress Josephine）等等。然而到了1785年左右，皮埃爾·保羅·普呂東到羅馬進行學術研究時，發現並且深深的被阿那克里翁（Anacreon）抒情詩詞中炙熱的愛情及飲酒的愉悅感所吸引，並且浪漫主義也在18世紀末逐漸傳入法國影響著當時的文學以及藝術領域，作者即是在這樣的背景下逐漸將浪漫主義的元素漸漸融入其作品中。

## 畫作內容

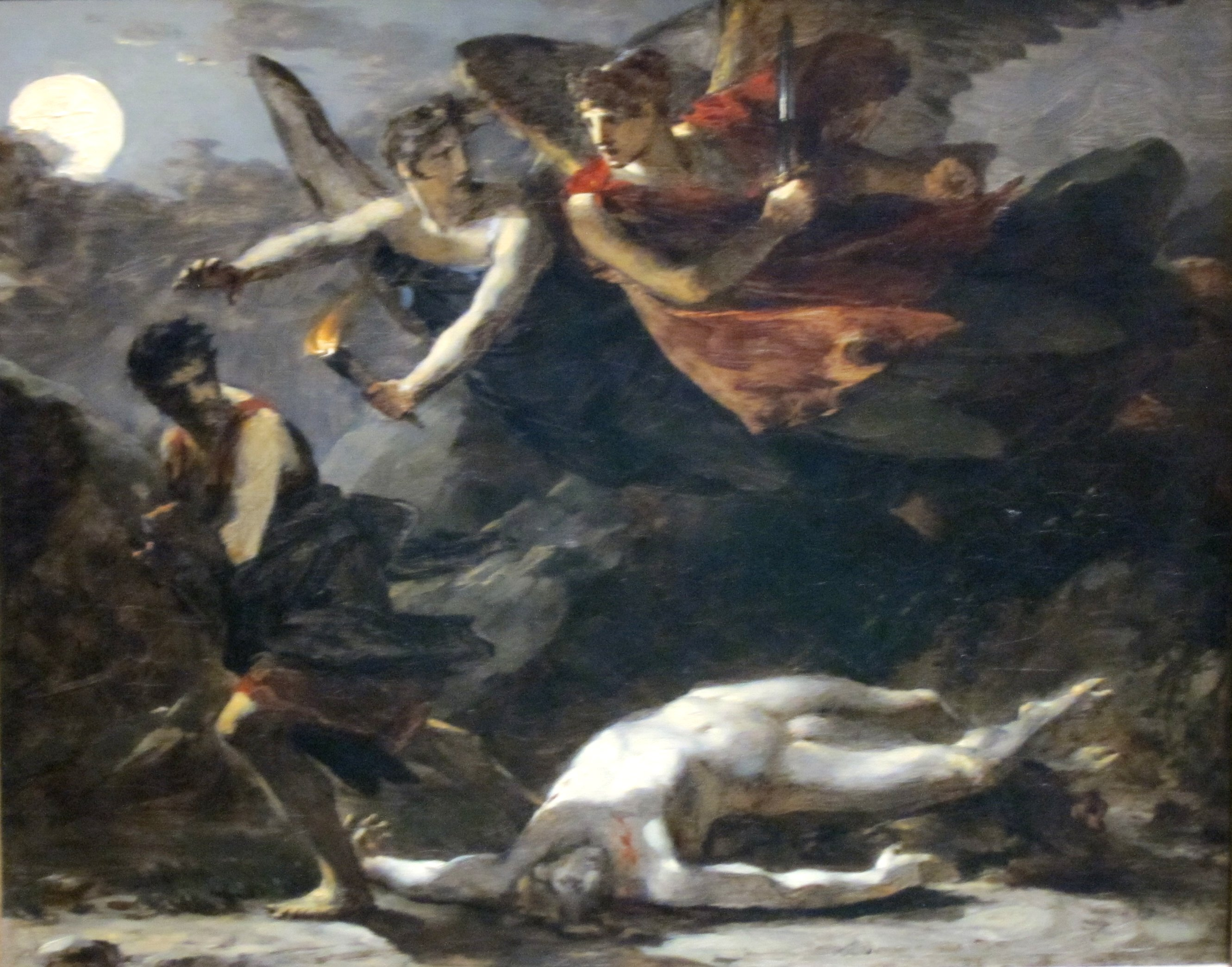

這幅畫作中展現了一個以罪犯、受害者及正義復仇相互關係的一個結構。在圖中可以看到犯罪者掠奪了躺臥在岩石上受害者的錢財後，將其殺害並且回頭想要確認其生命跡象的畫面，而正義及復仇女神緊追在後要給予罪犯應有的懲罰。
首先在犯罪者的形象上，與聖經中人類第一次犯罪及羅馬皇帝卡拉卡拉（Caracalla）是具有關聯性的。人類第一次犯罪指的是該隱與亞伯的故事，而羅馬皇帝卡拉卡拉則是與其為鞏固皇位殘忍殺害至親有關。該隱及卡拉卡拉的共同點即在於他們都是為了利益及慾望，冷血的將受害者殺死。這與畫中犯罪者形象相符合，並且犯罪者的面容、髮型以及其特徵都是按照卡拉卡拉皇帝作為樣本，受害者則是參照了米歇爾·考克斯（Michiel Coxie）的亞伯之死（The Death of Abel）來描繪受害者死去時的形態。
再來，在圖中的右上方涅墨西斯（Nemesis）女神象徵著復仇，並且在畫中她也具有刚正不阿將正義體現出來的寓意。涅墨西斯女神手持火把，不僅照亮前方的路，也與頭上穿透雲層的月光相呼應的照射在犯罪者身上，光線雖不是那麼充足，但依稀可以看清犯罪者兇惡的表情。
最後，泰美斯（Themis）女神位於涅墨西斯女神的後方，其手持鱗片所製成的劍，目的是為了審判犯罪者罪行的真偽。手舉火把的女神代表復仇及正義，手持鱗片劍的則代表公平公正，緊追在犯罪者身後給予他應有的審判及懲罰。兩位女神皆來自於神話故事。
作者透過不同的角色賦予畫中人物不同的定位，目的是想要帶出罪犯在犯罪後是無法逃避責任的，剛正不阿的正義以及公平公正的審判終究會緊隨而來的核心價值，展現國家法律的崇高並且起到警惕世人的作。

## 畫作構圖的轉變
從這兩份草稿中可以看到普呂東原先的創作想法和最終作品的構圖方式是具有一個轉換過程的。這邊以收藏在尚蒂伊城堡內的孔蒂博物館（The Musée Condé）和收藏在羅浮宮的草稿版本來進行對比。孔蒂博物館草稿繪製時間較早，而羅浮宮版本繪製的時間較晚，所以最終作品的構圖方式更趨向於羅浮宮版本的草稿。
兩幅草稿會針對作者構圖手法、受害者性別及整體視覺的差別做重點說明。在作者構圖手法上，孔蒂博物館及羅浮宮版本兩者的風景描繪上的深淺是不同的，前者筆觸深邃且更具體，在天空、雲朵、人物身後的草叢山脈上可以明顯看到線條及陰影的明暗，而後者的背景則是在光影上提升了明亮度，淡化了背景的描繪，所以從普呂東早期的草稿可以發現其注重背景描繪的程度相對後期來的更高。
各主角構圖的差異上，孔蒂博物館草稿的受害者身材較為丰韻，可以判定為女性，並且其躺臥的姿勢腹部角度更為突出，而羅浮宮版本受害者躺倒的姿勢更為平坦，身材也較為修長，缺少了女性婀娜的曲線，不僅較接近男性且受害者曲線的改變也加深了其死氣沈沈的感覺。並且孔蒂博物館草稿的犯罪者比例相對羅浮宮版本更大，而兩位女神則相對較小。最明顯的差異則是犯罪者在孔蒂博物館草稿中呈現蹲姿，羅浮宮版本則調整了犯罪者角度呈現逃跑的姿態，這一些人物曲線的調整、姿態的改變以及比例的大小都是構成了前期畫中更有動感的元素，而在作者構圖改變後，後期的畫作體現則更為平穩。

## 評價
此幅作品被當年組織官方沙龍展的策展人——西蘭·拉維西耶爾（Sylain Laveissiere）認為是介於賈克-路易·大衛的《荷拉斯兄弟之誓》及西奧多·傑利柯（Théodore Géricault）的《梅杜薩之筏》之間最重要的作品。